# Reinhold von Fersen
Reinhold von Fersen,  född 1594, död 1649, var en livländsk militär.

## Biografi
Reinhold von Fersen föddes 1594. Han var son till översten kommendanten Fabian von Fersen i Pernau och Elisabet von Yxkull. von Fersen blev 1630 löjtnant vid ett kompani livländska ryttare och blev senare överstelöjtnant vid Livländksa kavalleriet. Han avled 1649 och begravdes 27 februari 1650 i i Revals domkyrka.

### Egendom
von Fersen ägde Sipp i Goldenbecks socken och Abia i Hallist socken. Han ägde genom ett kungligt brev 18 juni 1626 Palloper i Kambi socken och 13 oktober 1630 Abiahof. von Fersen fick 6 oktober 1630 i Stralsund av kung Gustav II Adolf, godset Laupa i Turgls socken.

### Familj
von Fersen var gift med Dorotea Wrangel (1590–1657), dotter till lantrådet och översten Hans Hermansson Wrangel och Barbara Hermansdotter Anrep. De fick tillsammans barnen friherre Hans von Fersen (1625–1683) och friherre Fabian von Fersen (1626–1677).